# Allerik Freeman
Allerik Juwan Freeman, né le 30 octobre 1994, à Norfolk en Virginie, est un joueur américain de basket-ball. Il évolue au poste d'arrière.

## Biographie
Il n'est pas drafté en 2018 et joue, dans la foulée, la NBA Summer League 2018 avec les Kings de Sacramento.
Après avoir évolué en deux saisons avec l'Alba Fehérvár, Bursaspor Basketbol (en) et plus récemment en Chine en faveur des Shenzhen Aviators, il signe le 12 juin 2020 un contrat d'une saison avec l'ASVEL Lyon-Villeurbanne. En janvier 2021, Freeman quitte l'ASVEL et rejoint les Qingdao Eagles, équipe évoluant en première division chinoise.
En juin 2021, Freeman retourne à Bursaspor pour la saison 2021-2022.
En février 2022, Freeman quitte Bursaspor et rejoint le CSKA Moscou jusqu'à la fin de la saison.